# 질어귀
질어귀(vulval vestibule, vulvar vestibule, vestibule of vagina) 또는 질전정은 소음순 사이의 음문 부분이다. 가장 안쪽에는 질 입구와 요도구멍이 있다. 바르톨린선과 스킨선은 각각 안쪽으로 질어귀로 통하는 두 개의 구멍이 있다. 조직의 색차로 표시되는 바깥쪽 가장자리는 데이비드 베리 하트의 이름을 딴 하트선(Hart's line)이라고 한다.
질어귀는 배아의 비뇨생식굴(urogenital sinus, 비뇨생식동)의 원위부를 나타낸다.

## 같이 보기
- 요도구멍
- 몸 구멍

## 참고 문헌
이 문서는 현재 퍼블릭 도메인에 속하는 그레이 해부학 제20판(1918) page 1264의 내용을 기초로 작성된 글이 포함되어 있습니다.